# Георг I фон Арним
Георг I фон Арним (на немски: Georg I von Arnim; † 1470/6 януари 1472) е благородник от род фон Арним.
Той е син на Ханс III фон Арним († 1447/1451) и съпругата му Берта († сл. 1437). Внук е на Людеке I фон Арним († 1412) и съпругата му Отилия. Правнук е на Албрехт I фон Арним († 1372/1375).
Брат е на Ахим I фон Арним († 1475) и Николаус I фон Арним († 1500).

## Фамилия
Георг I фон Арним се жени за Анна фон Мукервиц († сл. 1473). Те имат синовете:
- синове († сл. 1473)
- Бернд II фон Арним († 1545/28 август 1546); има пет бездетни сина
- Хайнрих фон Арним († сл. 1487), неженен